# 通用汽车大厦
通用汽车大厦（General Motors Building）是位于纽约市曼哈顿第五大道767号的一栋50层、705英尺（215米）的大楼。该大楼在第五大道、麦迪逊大道之间，介于58、59街，是曼哈顿极少数可以占据完整一个街区的建筑。大楼净租赁空间为1,774,000平方英尺。